# Myrioblephara lucidata
Myrioblephara lucidata là một loài bướm đêm trong họ Geometridae.